# Fechtweltmeisterschaften 1955
Die 11. Fechtweltmeisterschaft fand 1955 in Rom statt. Es wurden acht Wettbewerbe ausgetragen, sechs für Herren und zwei für Damen.

## Herren

### Florett, Einzel
| Platz | Land | Sportler           |
| ----- | ---- | ------------------ |
| 1     | HUN  | József Gyuricza    |
| 2     | FRA  | Christian d’Oriola |
| 3     | FRA  | Jacques Lataste    |

### Florett, Mannschaft
| Platz | Land                   | Sportler |
| ----- | ---------------------- | --- |
| 1     | Italien                | Giancarlo Bergamini, Luigi Carpaneda, Manlio Di Rosa, Vittorio Lucarelli, Edoardo Mangiarotti, Antonio Spallino |
| 2     | Ungarn                 | Mihály Fülöp, József Gyuricza, József Marosi, Kazmer Pacsery, Bertalan Szőcs, Endre Tilli                       |
| 3     | Vereinigtes Königreich | Harry Cooke, Bill Hoskyns, Allan Jay, René Paul, Osmund Reynolds                                                |

### Degen, Einzel
| Platz | Land | Sportler          |
| ----- | ---- | ----------------- |
| 1     | ITA  | Giorgio Anglesio  |
| 2     | ITA  | Franco Bertinetti |
| 3     | ITA  | Carlo Pavesi      |

### Degen, Mannschaft
| Platz | Land       | Sportler |
| ----- | ---------- | --- |
| 1     | Italien    | Giorgio Anglesio, Franco Bertinetti, Giuseppe Delfino, Edoardo Mangiarotti, Carlo Pavesi, Alberto Pellegrino |
| 2     | Frankreich | Édouard Artigas, Daniel Dagallier, Maurice Huet, Armand Mouyal, Claude Nigon, René Queyroux                  |
| 3     | Ungarn     | Lajos Balthazár, Barnabás Berzsenyi, József Marosi, Ambrus Nagy, Béla Rerrich, József Sákovics               |

### Säbel, Einzel
| Platz | Land | Sportler        |
| ----- | ---- | --------------- |
| 1     | HUN  | Aladár Gerevich |
| 2     | HUN  | Rudolf Kárpáti  |
| 3     | ITA  | Renzo Nostini   |

### Säbel, Mannschaft
| Platz | Land        | Sportler                                                                                       |
| ----- | ----------- | ---------------------------------------------------------------------------------------------- |
| 1     | Ungarn      | Aladár Gerevich, Jenő Hámori, Rudolf Kárpáti, Attila Keresztes, Pál Kovács, Endre Palócz       |
| 2     | Italien     | Giuseppe Comini, Gastone Darè, Roberto Ferrari, Arturo Montorsi, Luigi Narduzzi, Renzo Nostini |
| 3     | Sowjetunion | Leonid Bogdanow, Jewhen Tscherepowskyj, Lew Kusnezow, Jakow Rylski, Dawid Tyschler             |

## Damen

### Florett, Einzel
| Platz | Land | Sportlerin       |
| ----- | ---- | ---------------- |
| 1     | HUN  | Lídia Dömölky    |
| 2     | ITA  | Bruna Colombetti |
| 3     | HUN  | Ilona Elek       |

### Florett, Mannschaft
| Platz | Land       | Sportlerinnen                                                                                             |
| ----- | ---------- | --- |
| 1     | Ungarn     | Lídia Dömölky, Ilona Elek, Margit Elek, Katalin Kiss, Magda Nyári-Kovács, Zsusza Morvay                   |
| 2     | Frankreich | Kate Delbarre, Renée Garilhe, Jacqueline Lorient, Françoise Mailliard, Jacqueline Thomas, Régine Veronnet |
| 3     | Italien    | Irene Camber, Welleda Cesari, Bruna Colombetti, Vera Mantovani, Leopolda Predaroli, Silvia Strukel        |